# Rand Ravich
Rand Ravich és un director, escriptor i productor de cinema i televisió. El 1999 va escriure i dirigir el thriller de ciència-ficció La cara del terror, protagonitzat per Johnny Depp i Charlize Theron. Va ser productor de la pel·lícula Confessions of a Dangerous Mind, i també va escriure els guions de la seqüela de Candyman, La revenja de Candyman i la pel·lícula de 1997 El director. Ravich és el creador de la sèrie dramàtica de televisió de la NBC Life. També va ser el productor executiu del programa i un dels guionistes. Va crear el drama de thriller de la NBC del 2014 Crisis.
Va assistir a l'Arthur L. Johnson Regional High School, però es va graduar a l'Solomon Schechter, una petita escola diürna jueva, abans d'assistir a l'Haverford College a Pennsilvània, i es va graduar el 1984. Es va especialitzar en Filosofia, estudiant amb Richard J. Bernstein, Aryeh Kosman i Paul Desjardins. El nom del professor Desjardin, i moltes altres referències a Haverford, apareixen regularment a Life. Mentre estava a Haverford, Rand va passar sota la tutela del professor Bob Butman, que va fomentar els interessos creatius de Rand i el va empènyer en el camí cap a la seva carrera d'escriptor. Ravich també va escriure el guió de la sèrie de terror i drama de la Fox Television Network Second Chance. de la que és productor executiu juntament amb Howard Gordon. escriure i va ser productor executiu de l'episodi pilot, que va ser dirigit per Michael Cuesta.

## Filmografia
Cinema
| Any  | Títol                  | Director | Guionista | Notes              |
| ---- | ---------------------- | -------- | --------- | ------------------ |
| 1991 | Crime Lords            | No       | Sí        | Direct-to-video    |
| 1995 | Oink                   | Sí       | No        | Curtmetratge       |
| 1995 | La revenja de Candyman | No       | Sí        |                    |
| 1997 | El director            | No       | Sí        | També co-productor |
| 1999 | La cara del terror     | Sí       | Sí        |                    |
| 2024 | The Killer's Game      | No       | Sí        |                    |

Productor executiu
- Confessions of a Dangerous Mind (2002)

Telefilms
| Any  | Títol           | Guionista | Productor executiu |
| ---- | --------------- | --------- | ------------------ |
| 2005 | N.Y.-70         | Sí        | Sí                 |
| 2006 | The Time Tunnel | Sí        | Sí                 |
| 2010 | Edgar Floats    | Sí        | Sí                 |

Sèries de televisió
| Any       | Títol         | Guionista | Creador | Productor executiu |
| --------- | ------------- | --------- | ------- | ------------------ |
| 2007–2009 | Life          | Sí        | Sí      | Sí                 |
| 2014      | Crisis        | Sí        | Sí      | Sí                 |
| 2016      | Second Chance | Sí        | Sí      | Sí                 |